# Rhopalophion discinervus
Rhopalophion discinervus är en stekelart som först beskrevs av Morley 1926.  Rhopalophion discinervus ingår i släktet Rhopalophion och familjen brokparasitsteklar. Inga underarter finns listade i Catalogue of Life.